# Petra Wimmer

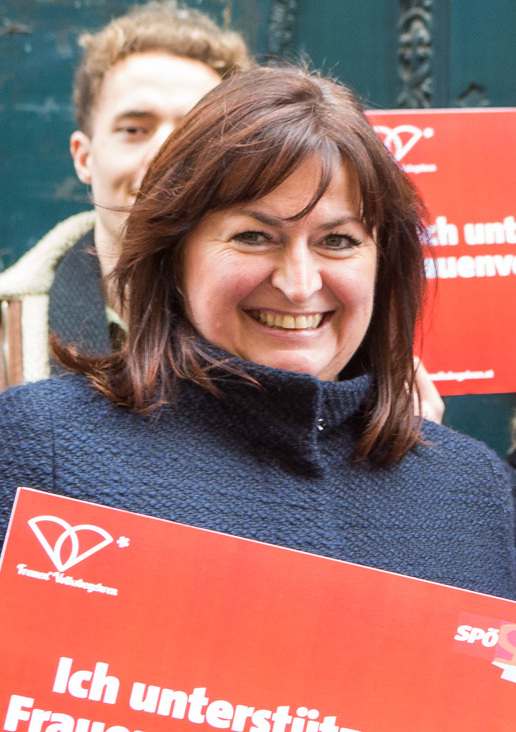
Petra Wimmer (2018)

Petra Wimmer (* 13. Dezember 1965 in Wels, Oberösterreich) ist eine österreichische Politikerin der Sozialdemokratischen Partei Österreichs (SPÖ). Vom 9. November 2017 bis zum 23. Oktober 2024 war sie Abgeordnete zum Nationalrat.

## Leben

### Ausbildung und Beruf
Petra Wimmer besuchte nach der Volksschule in Thalheim bei Wels und der Hauptschule im Welser Stadtteil Pernau von 1980 bis 1982 die Handelsakademie in Wels. Anschließend absolvierte sie eine kaufmännische Lehre, diese schloss sie 1985 ab. Danach war sie bis 2002 als Buchhalterin tätig. Von 2003 bis 2012 war sie Sozialarbeiterin beim Sozialen Wohnservice Wels, ab 2012 war sie dort Geschäftsführerin.

### Politik
Petra Wimmer ist seit 2007 Parteimitglied der SPÖ, ab den Gemeinderats- und Bürgermeisterwahlen in Oberösterreich 2015 gehörte sie dem Gemeinderat der Stadt Wels an. Sie war stellvertretende Bezirksparteivorsitzende der SPÖ Wels-Stadt, wo sie auch als stellvertretende Vorsitzende der SPÖ-Frauen und als Vorsitzende der Sektion Gartenstadt-Wimpassing fungiert. Bei der Nationalratswahl 2017 kandidierte sie in Nachfolge von Franz Kirchgatterer im Regionalwahlkreis Hausruckviertel, am 9. November 2017 wurde sie als Abgeordnete zum österreichischen Nationalrat angelobt.
Bei der Nationalratswahl 2019 kandidierte sie im Regionalwahlkreis Hausruckviertel an erster Stelle, gefolgt von Doris Margreiter. Im November 2019 wurde sie auf der Stadtdelegiertenversammlung der SPÖ Wels zur Bürgermeisterkandidatin für die Wahl 2021 gewählt. Im SPÖ-Parlamentsklub fungiert sie in der 27. Gesetzgebungsperiode als Bereichssprecherin für den Bereich Familie. Im September 2020 wurde sie als Nachfolgerin von Silvia Huber zur Bezirksvorsitzenden für Wels-Stadt und Wels-Land gewählt. Bei der Gemeinderatswahl 2021 verlor die SPÖ in Wels 3,6 Prozentpunkte, Wimmer verzichtete in der Folge auf ihr Mandat im Gemeinderat.
Für die Nationalratswahl 2024 verzichtete sie auf eine Kandidatur, mit 23. Oktober 2024 schied sie aus dem Nationalrat aus. Im Jänner 2025 wurde Manfred Sams als Nachfolger von Wimmer zum Vorsitzenden der SPÖ Wels-Stadt und Wels-Land gewählt.